# Сектор 9
Сектор 9 е научнофантастичен филм режисиран от Нийл Бломкамп, по сенарий от Нийл Бломкамп и Тери Тачел, продуциран от Питър Джаксън.
В актьорския състав са Шарлто Копли, Уилям Алан Янг, Джейсън Коуп, Дейвид Джеймс, Робърт Хобс, Ванеса Хейууд.
Шарлто Копли играе ролята на Викус ван де Мерве, бюрократ със задача да премести безпомощни извънземни от бежански лагер в Йоханесбург до нов извън града. След като бива изложен на вещество, което променя неговата ДНК, Викус трябва да помогне на извънземните да напуснат планетата за да му върнат услугата като го направят отново нормален.

## Сюжет
Преди повече от двайсет години извънземните осъществиха първи контакт със Земята. Човешката раса очакваше вражеско нападение или невероятен технологичен напредък. Нито едното не се случи. Извънземните се оказаха бежанци от своя свят. И докато световните сили решаваха какво да правят с тях, създанията бяха настанени временно в лагер до Йоханесбург, наречен „Сектор 9“.
Днес търпението на всички вече е изчерпано. Контролът върху извънземните е поет от частната корпорация „Мулти Нешънъл Юнайтед“ (МНЮ), която не е много загрижена за благополучието им. МНЮ ще реализира огромни печалби, ако успее да накара мощните оръжия на пришълците да проработят. Но няма успех – активацията им изисква извънземна ДНК.
Напрежението между извънземни и хора ескалира, когато МНЮ започва да изселва пришълците от „Сектор 9“, за да ги настани в ново място, подозрително приличащо на концентрационен лагер. Един от агентите на МНЮ – Викъс ван дер Мерв (Шарлто Копли) се заразява с извънземен вирус, който ще го промени... във всеки смисъл на думата.
Викъс бързо се превръща в най-преследвания и ценен човек на света – той е ключът към тайните на извънземната технология. Изолиран и самотен, за него има само едно място, където може да се скрие – „Сектор 9“.

## Посрещане

### Бокс офис
Към август 2016 г. филмът е записал приходи на стойност 210 819 611 $ 

### Критика
Сектор 9 получава поразително позитивни отзиви от критиците.
Rotten Tomatoes съобщава че 89% от критиците са дали позитивно ревю на филма, със средна оценка 7.7 от 10. Сайта пише: „Технически брилиантен и силно емоционален, Сектор 9 има екшън, въображение и всички елементи на задълбочено забавляваща науно-фантастична класика.“ 

## Продължение
На 1 август 2009, две седмици преди Сектор 9 да бъде пуснат в кината, Нийл Бломкамп споменава в интервю, че ако филма бъде успешен по-всяка вероятност ще бъде направено и продължение. Въпреки това, той разкрива, че неговия следващ проект не е свързан с вселената на Сектор 9.